# Arroyo Arerunguá
El arroyo Arerunguá es un curso de agua uruguayo que atraviesa el departamento de  Salto perteneciente a la cuenca hidrográfica del Río de la Plata.
La etimología Arerun-guá en idioma guaraní significaría «lugar donde transita gente».
Nace en la Cuchilla de Haedo y desemboca en el arroyo Sopas a 1 km de su desembocadura en el río Arapey Grande. Sus coordenadas 31°23′02″S 56°55′55″O / -31.38389, -56.93194 (MTOP, SGM).

Sus principales afluentes son el arroyo Guayabos y el arroyo de las Cañas.